# أليسيا فينتورا
أليسيا فينتورا (بالإيطالية: Alessia Ventura)‏ ممثلة ايطالية ومقدمة برامج تلفزيونية (ولدت في مونكالييري ، 10 أبريل عام 1980) وهي الخطيبة السابقة للاعب الإيطالي فيليبو انزاغي .

## روابط خارجية
- أليسيا فينتورا على موقع IMDb (الإنجليزية)